# Бержерак (регбійний клуб)
Union Sportive Bergerac Rugby Vallée de la Dordogne — французький регбійний клуб. Він базується в Бержераку, в департаменті Дордонь.
У сезоні 2021-2022 він грає у Федеральній 2.